# Umaru Dikko
Alhaji Umaru Dikko (* 31. Dezember 1936 in Wamba, Nigeria; † 1. Juli 2014 in London, Vereinigtes Königreich) war ein nigerianischer Politiker.

## Biografie
Dikko war zunächst Anhänger von Präsident Yakubu Gowon. 1967 wurde er zum Kommissar (Commissioner) des Nördlichen Zentralstaates (North Central State of Nigeria) ernannt. Später war er noch Sekretär einer Kommission zur Wiedervereinigung der Nordnigerianer nach dem Putsch von 1966.
Nach Gowons Sturz 1975 wurde er wegen Korruption angeklagt und für schuldig befunden. Diese Verurteilung hinderte ihn jedoch nicht daran, nach der Wiederherstellung der Zivilherrschaft 1979 erneut politisch aktiv zu werden.
In der Regierung von Präsident Shehu Shagari wurde er im Oktober 1979 Verkehrsminister und wurde wegen seiner Nähe zum Präsidenten zu einem der mächtigsten Politiker Nigerias. Obwohl er selbst niemals für ein Mandat kandidiert hatte, befand er sich auf dem Höhepunkt seiner Macht, als er 1983 Wahlkampfmanager von Shagari war. Trotz der Kritik seiner politischen Gegner wurde er von Shagari nach dem Gewinn der Präsidentschaftswahlen 1983 erneut als Verkehrsminister in sein Kabinett berufen. Dikkos erneute Ernennung wurde von vielen als Absage Shagaris an sein Wahlversprechen gesehen, dass er einen unabhängigen neuen politischen Beginn und eine Beendigung der Korruption einleiten würde. Dikko, der zu dieser Zeit als das „dritte Ohr“ des Präsidenten galt, hatte auch maßgeblichen Einfluss auf die meisten wichtigen Verträge der Regierung.
Nach dem Sturz Shagaris durch einen von Generalmajor Muhammadu Buhari angeführten Militärputsch verließ Dikko Nigeria und erklärte dem neuen Regime den Kampf. Später wurde er angeklagt, 300 Millionen US-Dollar (wahrscheinlich unrechtmäßig erworbener Gewinne) veruntreut zu haben, um damit einen von Söldnern betriebenen Kampf gegen die neue Regierung zu führen. Die Hauptvorwürfe der Anklage bezogen sich auch die Annahme von Schmiergeldern während seiner Amtszeit und die Manipulation der Wahlen 1983.
Am 5. Juli 1984 kam es zu einem spektakulären, letztlich jedoch erfolglosen Entführungsversuch durch nigerianische Behörden. Dabei sollte Dikko mit einer Boeing 707 der Nigeria Airways in einer als Diplomatengepäck deklarierten Holzkiste aus dem Vereinigten Königreich nach Nigeria verbracht werden. Auf dem Flughafen London-Stansted vereitelte die alarmierte Polizei die Entführung, weil die zwei Kisten – jene mit Dikko und eine zweite mit den zwei Entführern darin – nicht versiegelt waren und die Transportverantwortlichen sich nicht als diplomatische Kuriere ausweisen konnten. Diese Aktion führte anschließend zu einer Verringerung der diplomatischen Beziehungen zwischen den beiden Staaten.
Dikko starb am 1. Juli 2014 in einem Londoner Krankenhaus.